# Institutos de mecânica

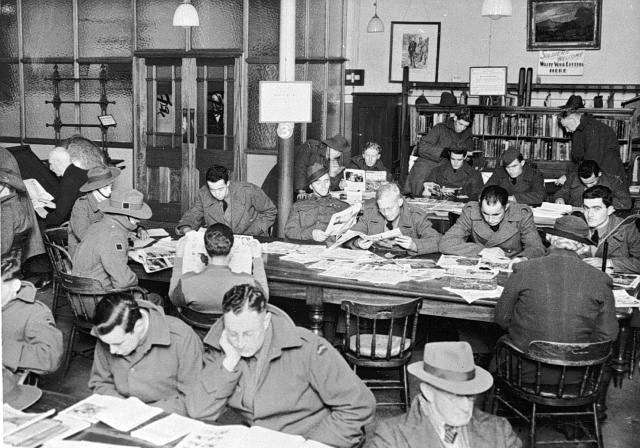
Soldados americanos e australianos na sala de leitura do Instituto de Mecânica de Ballarat, Victoria, Austrália

Institutos de Mecânica eram estabelecimentos de ensino criados com o propósito de prover educação - particularmente profissional - para adultos trabalhadores no Império Britânico. Como tal, eles eram frequentemente fundados por industrialistas, e fundadmentado no facto de que eles estariam assim essencialmente se beneficiando ao terem empregados mais instruídos e hábeis (tal filantropia foi mostrada por, entre outros, Robert Stephenson, James Nasmyth e Joseph Whitworth). Os Institutos eram usados como 'bibliotecas' pela clase trabalhadora adulta, e os proveu com uma alternativa de passa-tempo, em oposição a jogar e beber nos bares.

## Origens
O primeiro instituto foi estabelecido em Glasgow em 1821, uns 20 anos após George Birkbeck primeiro instituira aulas gratuitas de artes, ciência e temas técnicos.
O Instituto de Mecânica de Londres (depois Universidade de Londres) seguiu em 1823, e o Instituto de Mecânica em Manchester (depois veio a ser Universidade de Manchester) em 1924. Em meados do século XIX, existiam por volta de 700 institutos em cidades através do Reino Unido e além mar.